# Еретик (фильм)
«Ерети́к» (англ. Heretic) — американский художественный фильм в жанре триллера и ужасов режиссёрского дуэта Скотта Бека и Брайана Вудса. В фильме снялись Хью Грант, Хлоя Ист и Софи Тэтчер. Мировая премьера прошла 8 сентября 2024 года на кинофестивале в Торонто, а премьера в кинотеатрах США состоялась 8 ноября 2024 года.

## Сюжет
Две мормонских девушки-миссионерки сестра Пакстон и сестра Барнс посещают дом мистера Рида, немолодого человека, ведущего затворнический образ жизни. Девушки пытаются обратить Рида в свою веру, начинается диспут на теологические темы, но вскоре оказывается, что гостьи по своей воле не могут покинуть его дом. Мистер Рид считает, что все мировые религии лишь копируют друг друга и он изобрёл истинную религию. Хозяин дома предлагает гостьям выбрать между двумя дверьми: «Вера» и «Неверие», если они хотят спастись. Однако выясняется, что обе двери на деле ведут в один подвал. Для того, чтобы спастись, героиням приходится пережить испытание.

## В ролях
- Хью Грант — мистер Рид
- Софи Тэтчер — сестра Барнс
- Хлоя Ист — сестра Пакстон
- Тофер Грейс — старейшина Кеннеди
- Элли Янг — Пророчица

## Производство
В июне 2023 года стало известно, что Скотт Бек и Брайан Вудс написали сценарий к фильму «Еретик», а также станут его режиссёрами. Фильм выпустит компания A24. Хью Грант и Хлоя Ист были утверждены на главные роли.
В августе 2023 года было достигнуто временное соглашение о возможности съёмок в период продолжающейся забастовки профсоюза актёров SAG-AFTRA. Съёмки начались в Ванкувере 3 октября 2023 года и должны продлиться до 16 ноября. В ноябре также стало известно, что в фильме снимется Софи Тэтчер.

## Премьера
Мировая премьера фильма состоялась 8 сентября 2024 года на кинофестивале в Торонто. Премьера в кинотеатрах США планировалась на 15 ноября 2024 года, но затем её перенесли на 8 ноября. Премьера фильма в Великобритании состоялась 1 ноября 2024 года.

## Восприятие
На сайте-агрегаторе Rotten Tomatoes рейтинг фильма составляет 92 % на основании 171 рецензии критиков со средним баллом 7,4 из 10. На сайте-агрегаторе Metacritic рейтинг фильма составляет 72 балла из 100 возможных на основании 47 рецензий критиков, что соответствует «в целом положительным» отзывам.